# Mohammed ben Ismaïl
Moulay Mohammed ben Ismaïl, ou Moulay Mohamed ben Arbiya (variante : Arbiyya), dit ultérieurement Mohammed II, né en 1694 et mort en 1738, est un sultan alaouite de l'Empire chérifien (Maroc).
Fils du sultan Moulay Ismaïl et d'une de ses épouses originaire de Chaouia, il fut proclamé monarque à la place de son frère Moulay Abdallah et a régné d'août[réf. nécessaire] 1736 à juin[réf. nécessaire] 1738.